# Великорудківська сільська рада
Великорудківська сільська рада — колишній орган місцевого самоврядування у Диканському районі Полтавської області з центром у селі Велика Рудка.

## Населені пункти
Сільраді були підпорядковані населені пункти:
- c. Велика Рудка
- с. Веселівка
- с. Лани
- с. Мала Рудка
- с. Степанівка
- с. Судівка
- с. Федорівка